# Parolsenella
Parolsenella es un género de bacterias grampositivas de la familia Atopobiaceae. Fue descrito en el año 2018. Su etimología hace referencia a parecido a Olsenella. Son bacterias anaerobias estrictas e inmóviles. Catalasa y oxidasa negativas. Se han aislado de heces humanas en pacientes sanos. 

## Taxonomía
Actualmente contiene 2 especies descritas:
- Parolsenella catena
- Parolsenella massiliensis